# ميلان دوزيت
ميلان دوزيت (بالصربية: Милан Дозет) مواليد 12 مايو 1979 في غوسبيتش، جمهورية كرواتيا الاشتراكية، هو لاعب كرة سلة صربي سابق. بدأ مسيرته الاحترافية في سنة 1996. حقق المركز الثالث في الألعاب الجامعية الصيفية 2005. اعتزل اللعب في 2014.

## المسيرة الاحترافية
لعب مع نادي بارتيزان لكرة السلة من سنة 1996 إلى 1998، ثم لعب مع نادي ريد ستار لكرة السلة من سنة 2001 إلى 2004، ثم لعب مع نادي ليماسول لكرة السلة في موسم 2008–2009، ثم لعب مع نادي إيجوكيا لكرة السلة من سنة 2010 إلى 2014.

## الإنجازات
- الدوري اليوغوسلافي لكرة السلة (1): 1997
- كأس البوسنة والهرسك لكرة السلة (1): 2013

## روابط خارجية
- ميلان دوزيت على موقع الاتحاد الدولي لكرة السلة (الإنجليزية)
- ميلان دوزيت على موقع الدوري الأوروبي لكرة السلة (الإنجليزية)
- ميلان دوزيت على موقع كرة السلة الأوروبية.كوم (الإنجليزية)
- ميلان دوزيت على موقع ريلجم (الإنجليزية)
- ميلان دوزيت على موقع بروبوليرز (الإنجليزية)
- ميلان دوزيت على موقع سبورتس رفرنس (الإنجليزية)